# Jean-Daniel Ehrmann
Pour les articles homonymes, voir Ehrmann.
Jean-Daniel Ehrmann est un acteur de théâtre et de cinéma et metteur en scène français, né le 13 février 1930 à Mulhouse et mort le 16 mai 2011 à Arles (Bouches-du-Rhône) où il était installé depuis une quinzaine d'années.

## Biographie
Il est le frère de Jacques Ehrmann.

## Filmographie

### Cinéma
- 1956 : Pitié pour les vamps de Jean Josipovici
- 1960 : Marche ou crève de Georges Lautner
- 1968 : Bérénice de Pierre-Alain Jolivet : Paulin
- 1969 : La Voie lactée de Luis Buñuel : le condamné
- 1969 : Le Grand Cérémonial de Pierre-Alain Jolivet : l'amant de Syl
- 1969 : Jeff de Jean Herman
- 1970 : Le Passager de la pluie de René Clément
- 1970 : Le Dernier Saut de Edouard Luntz
- 1971 : Mais ne nous délivrez pas du mal de Joël Seria : le commissaire
- 1972 : Galaxie de Maté Rabinovsky : médecin

### Télévision
- 1959 : Les trois mousquetaires de Claude Barma : 2e secrétaire
- 1960 : Cyrano de Bergerac de Claude Barma : le septième cadet
- 1961 : Les Perses de Jean Prat
- 1968 : Koenigsmark de Jean Kerchbron : le lieutenant von Hagen
- 1975 : La pluie sur la dune de Serge Piollet : Léonce Coquelles

## Théâtre

### Comédien
- 1954 : L'Anti-Œdipe ou Œdipe, roi d'Œdipe de Henry Thano Zaphiratos, Théâtre de l'Œuvre
- 1955 : Juge de son honneur de  Pedro Calderón de la Barca, mise en scène Daniel Leveugle, Théâtre Hébertot
- 1956 : Marie Stuart de  Frédéric Schiller, mise en scène Raymond Hermantier, Théâtre Hébertot : Guillaume Davison, secrétaire d'état
- 1956 : La Reine et les Insurgés d'Ugo Betti, mise en scène Michel Vitold, Théâtre de la Renaissance : un voyageur
- 1958 : Procès à Jésus de Diego Fabbri, mise en scène Marcelle Tassencourt, Théâtre Hébertot : Jean
- 1960 : Jules César de William Shakespeare, mise en scène Jean-Louis Barrault, Théâtre de l'Odéon : Ligarius
- 1961 : Le Voyage de Georges Schehadé, mise en scène Jean-Louis Barrault, Théâtre de l'Odéon : 1er inconnu
- 1961 : Le Marchand de Venise de William Shakespeare, mise en scène Marguerite Jamois, Théâtre de l'Odéon : Leonardo
- 1962 : Un otage de Brendan Behan, mise en scène Georges Wilson, Théâtre de l'Odéon : sergent de police
- 1963 : La Vie de Galilée d'après Bertolt Brecht, mise en scène Georges Wilson, Théâtre national populaire : 1er secrétaire
- 1963 : Lumières de bohème de Ramón María del Valle-Inclán, mise en scène Georges Wilson, Palais de Chaillot : le geôlier

### Mise en scène
- 1954 : L'Anti-Œdipe ou Œdipe, roi d'Œdipe de Henry Thano Zaphiratos, Théâtre de l'Œuvre
- 1958 : Procès à Jésus de Diego Fabbri, mise en scène Marcelle Tassencourt, Théâtre Hébertot (assistant à la mise en scène)